# Derovatellus
Derovatellus är ett släkte av skalbaggar. Derovatellus ingår i familjen dykare.

## Dottertaxa tillDerovatellus, i alfabetisk ordning[1]
- Derovatellus africanus
- Derovatellus alluaudi
- Derovatellus assinicus
- Derovatellus ater
- Derovatellus baloghi
- Derovatellus bisignatus
- Derovatellus bistroemi
- Derovatellus bruchi
- Derovatellus caprai
- Derovatellus corvus
- Derovatellus dagombae
- Derovatellus decellei
- Derovatellus dimorphus
- Derovatellus duplex
- Derovatellus erratus
- Derovatellus eupteryx
- Derovatellus fasciatus
- Derovatellus ferrugineus
- Derovatellus floridanus
- Derovatellus hancocki
- Derovatellus intermedius
- Derovatellus kamerunensis
- Derovatellus lentus
- Derovatellus lugubris
- Derovatellus macrocolus
- Derovatellus marmottani
- Derovatellus mocquerysi
- Derovatellus natalensis
- Derovatellus nyanzae
- Derovatellus obscurus
- Derovatellus olofi
- Derovatellus onorei
- Derovatellus orientalis
- Derovatellus peruanus
- Derovatellus regimbarti
- Derovatellus roosevelti
- Derovatellus ruficollis
- Derovatellus satoi
- Derovatellus spangleri
- Derovatellus taeniatus
- Derovatellus wewalkai
- Derovatellus wittei